# Corymbia serendipita
Corymbia serendipita är en myrtenväxtart som först beskrevs av Murray Ian Hill Brooker och Kleinig, och fick sitt nu gällande namn av Anthony R. Bean. Corymbia serendipita ingår i släktet Corymbia och familjen myrtenväxter. Inga underarter finns listade i Catalogue of Life.